# Seaview
Pour les articles homonymes, voir Seaview (homonymie).
Seaview est un village de l’île de Wight, en Angleterre. Il forme la paroisse civile de Nettlestone and Seaview avec le village voisin de Nettlestone.